# Gregory H. Watkins
Gregory H. Watkins – auch Greg H. Watkins, Greg Watkins und Gregory Watkins – (* 20. Jahrhundert) ist ein US-amerikanischer Tontechniker. Er gewann 1991 einen Oscar in der Kategorie „Bester Ton“ und wurde zwei weitere Male für einen Oscar nominiert.

## Leben
Watkins startete seine Karriere 1982 in John Hustons Familienfilm Annie, bei dem er für die Nachbearbeitung der Tonmischung zuständig war. Im selben Jahr folgte die Mitarbeit an Luciano Pavarottis einzigem Spielfilm Geliebter Giorgio. Bei der Veranstaltung zur Übergabe der 40th Annual Emmy Awards 1988 wirkte er im Soundteam mit. 1990 erhielt Watkins seine erste Oscarnominierung für Oliver Stones Vietnamdrama Geboren am 4. Juli mit Tom Cruise in der Hauptrolle. Im darauffolgenden Jahr ging der Oscar an ihn in der Kategorie „Beste Tonmischung“ für seine Arbeit in Kevin Costners vielfach ausgezeichnetem Monumentalfilm Der mit dem Wolf tanzt. Für die Tonmischung in Tony Scotts Thriller Crimson Tide – In tiefster Gefahr wurde Watkins 1996 abermals für einen Oscar nominiert. Seine letzte Mitarbeit im Jahr 2013 leistete Watkins für die Fernsehserie Sleepy Hollow, wo er für sechs Folgen als Tonmeister fungierte. 2014 hat er bereits an zwei Kino- und einem Fernsehfilm mitgewirkt, die noch nicht angelaufen sind. IMDb listet mehr als 150 Produktionen, an denen Watkins beteiligt war.

## Auszeichnungen
jeweils nominiert für einen Oscar in der Kategorie „Beste Tonmischung“: 
- 1990 nominiert: gemeinsam mit Michael Minkler, Wylie Stateman und Tod A. Maitland – Geboren am 4. Juli.

Der Oscar ging an Donald O. Mitchell, Gregg Rudloff, Elliot Tyson und Russell Williams II für das Historiendrama Glory.
- 1991 gewonnen: gemeinsam mit Russell Williams II, Jeffrey Perkins und Bill W. Benton – Der mit dem Wolf tanzt.
- 1996 nominiert: gemeinsam mit Kevin O’Connell, Rick Kline und William B. Kaplan – Crimson Tide – In tiefster Gefahr.

Der Oscar ging an Scott Millan, Rick Dior, Steve Pederson und David MacMillan für das Filmdrama Apollo 13.
- 1996 nominiert für einen C.A.S. Award mit dem Film Crimson Tide – In tiefster Gefahr.
- 2000 Golden Reel Award gewonnen für die Beste Soundbearbeitung in dem Animationsfilm Der Gigant aus dem All.[3]

## Filmografie (Auswahl)
| - 1982: Annie - 1982: Geliebter Giorgio (Yes, Giorgio) - 1983: Cross Creek - 1984: Schuld daran ist Rio - 1984: Eis am Stiel 5 – Die große Liebe - 1984: Der Pate von Greenwich Village (The Pope of Greenwich Village) - 1984: Das nackte Gesicht (The naked Face) - 1984: Electric Dreams - 1986: Echo Park - 1988: Final Night – Die letzte Nacht (Backfire) - 1989: Geboren am 4. Juli (Born on the Fourth of July) - 1990: 24 Stunden in seiner Gewalt (Desperate Hours) - 1990: Der mit dem Wolf tanzt (Dances with Wolves) - 1991: Rückkehr zur blauen Lagune (Return to the Blue Lagoon) - 1991: My Girl – Meine erste Liebe (My Girl) - 1992: Meh’ Geld (Mo' Money) - 1992: El Mariachi - 1993: Ohne Ausweg (Nowhere to Run) - 1993: Stephen Kings Stark (The Dark Half) - 1993: Mr. Jones - 1993: Tombstone - 1994: Tess und ihr Bodyguard (Guarding Tess) - 1995: Schneller als der Tod (The Quick and the Dead) - 1995: Bad Boys – Harte Jungs (Bad Boys) - 1995: Crimson Tide – In tiefster Gefahr (Crimson Tide) - 1995: Power Rangers – Der Film (Mighty Morphin Power Rangers: The Movie) - 1995: Jade - 1995: Dracula – Tot aber glücklich (Dracula: Dead and Loving it) - 1996: Mrs. Winterbourne - 1996: Lügen haben lange Beine (The Truth About Cats & Dogs) - 1996: The Rock – Fels der Entscheidung (The Rock) - 1996: The Fan - 1996: Tödliche Weihnachten (The Long Kiss Goodnight) - 1997: Turbulence - 1997: Con Air - 1997: Die Hochzeit meines besten Freundes (My Best Friend’s Wedding) - 1997: A Smile Like Yours – Kein Lächeln wie Deins (A Smile Like Yours) - 1997: Alien – Die Wiedergeburt (Alien: Resurrection) - 1998: Godzilla - 1998: Armageddon – Das jüngste Gericht (Armageddon) - 1998: Zauberhafte Schwestern (Practical Magic) - 1998: Jack Frost - 1999: Reine Nervensache (Analyze This) - 1999: Deep Blue Sea - 1999: Der Gigant aus dem All (The Iron Giant) - 1999: Haunted Hill (House on Haunted Hill) | - 2000: Supernova - 2000: Die Abenteuer von Rocky & Bullwinkle (The Adventures of Rocky & Bullwinkle) - 2000: Die eiskalte Clique (The In Crowd) - 2000: Chain of Fools - 2001: Gilmore Girls (Fernsehserie, 2 Folgen) - 2001: Osmosis Jones - 2001: Training Day - 2001: Rock Star - 2001: Der kleine Eisbär - 2001: Die letzte Festung (The Last Castle) - 2002: Die göttlichen Geheimnisse der Ya-Ya-Schwestern (Divine Secrets of the Ya-Ya Sisterhood) - 2003: Biker Boyz - 2003: Popstar auf Umwegen (The Lizzie McGuire Movie) - 2004: Alexander - 2004: Die Tiefseetaucher (The Life Aquatic with Steve Zissou) - 2005: A Sound of Thunder - 2006: Neue Liebe, neues Glück (Something New) - 2006: The Illusionist - 2006: Superman Returns - 2006: Bierfest (Beerfest) - 2006: Der letzte Kuss (The Last Kiss) - 2006: Oh je, du fröhliche (Unaccompanied Minors) - 2007: Die Todeskandidaten (The Condemned) - 2007: Redline - 2007: Balls of Fury - 2007: Meet Bill - 2007: Mama’s Boy - 2008: Ein verhängnisvoller Sommer (The Mysteries of Pittsburgh) - 2008: Deception – Tödliche Versuchung (Deception) - 2008: Der Love Guru (The Love Guru) - 2008: Eine für 4 – Unterwegs in Sachen Liebe (The Sisterhood of the Traveling Pants 2) - 2008: Das Lächeln der Sterne (Nights in Rodanthe) - 2009: Zwölf Runden (12 Rounds) - 2009: Hangover (The Hangover) - 2009: Verrückt nach Steve (All About Steve) - 2009: Up in the Air - 2009: The Marine 2 - 2010: Company Men - 2010: Jonah Hex - 2011: Beastly - 2011: 5 Days of War - 2011: Fremd Fischen (Something Borrowed) - 2012: Für immer Liebe (The Vow) - 2012: Spring Breakers - 2012: The Factory - 2013–2014: Sleepy Hollow (Fernsehserie, 6 Folgen) |